# Arrondissement Toulouse
Arrondissement Toulouse (fr. Arrondissement de Toulouse) je správní územní jednotka ležící v departementu Haute-Garonne a regionu Midi-Pyrénées ve Francii. Člení se dále na 31 kantonů a 226 obcí.

## Kantony
| - Blagnac - Cadours - Caraman - Castanet-Tolosan - Fronton - Grenade - Lanta - Léguevin - Montastruc-la-Conseillère - Montgiscard - Nailloux - Revel - Toulouse-1 - Toulouse-2 - Toulouse-3 - Toulouse-4 | - Toulouse-5 - Toulouse-6 - Toulouse-7 - Toulouse-8 - Toulouse-9 - Toulouse-10 - Toulouse-11 - Toulouse-12 - Toulouse-13 - Toulouse-14 - Toulouse-15 - Tournefeuille - Verfeil - Villefranche-de-Lauragais - Villemur-sur-Tarn |